# Gigi Bigot
Pour les articles homonymes, voir Bigot.
Gigi Bigot, née en 1950, est une artiste conteuse française. Elle conte en français et en gallo.

## Biographie
Gigi Bigot travaille comme enseignante dans le Nord. Vers 1980, elle commence à s'intéresser au travail du clown[Lequel ?], remporte en 1989 la Bogue d'or de Redon. Elle est conteuse professionnelle depuis 1992. Elle a participé en France au renouveau de l'art du conte[réf. nécessaire]. Pour elle : « Le conte, c’est ce qui rend la vie plus intéressante que le conte. »

## Spectacles
- 1993 : Histoires sous le pommier
- 1994 : Croqu'en Bouille
- 1994 : Redondaine

- Coup de cœur Jeune Public automne 2016 de l'Académie Charles Cros
- 1995 : Jan des Merveilles
- 1997 : Ainsi soient elles
- 1998 : C'est drôle la vie
- 1999 : Lulla dans la lune
- 2003 : Peau d'âme
- 2006 : Poids Plume
- 2021 : Avant de venir au monde

- Coup de cœur Jeune Public automne 2021 de l'Académie Charles-Cros

## Activité éditoriale
Gigi Bigot a une importante activité éditoriale, notamment en direction du jeune public et souvent en collaboration avec le conteur Pépito Matéo.

## Quelques publications
- Lulla dans la lune, L’Autre Label (livre-CD) réédité chez atelier baie
- Bouche Cousue, Bayard Presse avec Pépito Matéo
- Yann-Mai Padpanik, Actes Sud Junior (livre-CD)
- Grand-mère Sucre et Grand Père Chocolat,
- C’est pas vrai ! T’as menti !, éditions Benjamins Media
- Les Chaussures[4], texte de Gigi Bigot et Pépito Matéo, illustrations d'Isabelle Chatellard, Didier Jeunesse, 2010